# Pro Ötztaler 5500
La Pro Ötztaler 5500 és una cursa ciclista d'un dia que es disputa als voltants de Sölden al Tirol. La primera edició s'organitzà al 2017 formant part ja del calendari UCI Europa Tour.

## Palmarès
| Any  | Vencedor        | Segon        | Tercer         |
| ---- | --------------- | ------------ | -------------- |
| 2017 | Roman Kreuziger | Simon Špilak | Giulio Ciccone |